# Kutasi Katalin
Kutasi Katalin (Budapest, 1926. július 2. – Budapest, 2023. január 25.) magyar előadóművész, opera- és nótaénekes, énektanárnő, drámai szoprán.

## Élete és családja
Édesanyja Tanner Erzsébet, édesapja dr. Kutasi János. A fiatal tehetségről már gyermekkorában kiderült, hogy drámai szoprán hangjával páratlan adottságokkal rendelkezik, azonban a békés gyermekkort egy világháború és megannyi viharos év követte. 18 évesen, 1944-ben hozzáment Mercsényi Róbertnez, Karády Katalin édestestvérének fiához. Karády 1951-es disszidálása után családja rendszeridegenné vált és a hatóságok szankcióként kitelepítették a híresség itthon maradt rokonságát Rákóczifalvára. Kényszerlakhelyükön két évet töltött Katalin férjével és két gyermekével. Mariettával (1945) és Tamással (1947). Unokái: Kovács Brigitta (1976) Kovács Kristóf (1974) és Maximilian Merseny (1988), dédunokái: Hajas Luca, Hajas Vince, Kovács Miksa és Kovács Mirkó.

## Pályafutása
A második világháború, az azt követő nehéz évek és a kitelepítés ugyan késleltette Katalin karrierjét, de a békésebb idők és a visszaköltözés Budapestre meghozta a várva várt felkéréseket. Professzionális karrierje 1956 tavaszán kezdődött, amikor próbát énekelt a Magyar Rádióban. Az intézmény azonnal felkérte egy felvétel sorozatra Toki Horváth Gyula kíséretével. 1957 tavaszán Wagner, Lohengrin operájából Elsa álmát énekelte, ezzel felvételt nyert a Magyar Rádió kórusába. Ezt az intézmény felkérése követte élőben sugárzott klasszikus dalműsorokra, Freimann Magda kíséretével. Első próbaéneklése opera műfajban a Magyar Rádióban Ruitnet Sándor rendezésében, Wagner Tannhäuser című operájából a Csarnok ária volt, amely nyomán az intézmény felkérte további opera felvételekre a Honvéd zenekarral, a karnagy Breitner Tamás volt. 
1957-től a Rádió Kórus állandó tagja, művészi engedélyét 1959-ben szerezte meg nóta, klasszikus műdal és operaénekesnő kategóriákban. 1956-tol 1992-ig állandó vendége a rádió élő és felvételről sugárzott műsorainak. Az 1960-as években a Honvéd Művész együttes és a KISZ művészegyüttes szólistája. A rendszeres rádiós fellépések országos ismertséget hoznak a művésznő számára. 1960-ban operahangversenyt rögzít vele a Magyar Rádió. Amilcare Ponchielli Gioconda c. művéből a méregáriát adja elő, illetve Pietro Mascagni Parasztbecsület c. egyfelvonásos operájából a Santuzza – Turiddu kettőst énekli Göndöcs Józseffel, a felvételben további partnerei Pesti Ella és Risai Pál voltak. A Honvédzenekart Breitner Tamás vezényelte.
Az opera műfaja mellett a magyar nóta egyre nagyobb hangsúlyt élvez életében és korának legjelentősebb előadóművészévé válik a műfajban. Bejárja az ország nagyszínházait: rendszeresen énekel az Operett Színházban, az Erkel Színházban, a Vígadóban, illetve a Zeneakadémián is. A rádió kórussal Párizsban vendégszerepel majd 1963 tavaszától Finnországban lép fel közel 6 hónapig, az 1970-es éveket pedig javarészt külföldi fellépések határozzák meg. 1968-tól a Magyar Televízió kéri fel rendszeres szereplésre. 22 éven keresztül, 1989-ig készülnek vele műsorok és felvételek a televízióban. 1989-ben Tarnai Kiss László szerkesztésében készül televíziós műsora, majd 1995-ben Berki László szerkeszti újabb tévéfelvételét, Lendvai József prímás közreműködésével.
Az 1980-as évek végétől kollégái ösztönzésére magántanárként éneket tanít, korrepetál és részt vesz az ifjú nemzedék nevelésében. Évekig hangképző tanárként tanít Nógrádi Tóth István dalénekes iskolájában és 15 éven keresztül tanít hangképzést és művészi előadásmódot a Zamárdi nótaénekes nyári táborokban is. 1992-ben készül el első nagylemeze, a Piros Rózsák Beszélgetnek, Rácz Béla és Kozák Gábor József dalaiból. Ugyanebben az évben a Magyar Rádió "Z" felvételt készít vele (ez olyan művek rögzítését jelenti, amelyeket első ízben rögzít a Rádió). 
2002-ben elkészül második önálló nagylemeze Lengyelfy Miklós szerkesztésében, Hajlik a Jegenye címmel, Déki Lakatos Sándor kíséretében. A 2000-es években önálló esteken vesz részt. Utolsó nyilvános fellépése 2002-ben volt, Pálkerti Zsuzsa estjén, vendégként, itt a neki dedikált "A dal velem van" című művet énekelte. 2006-ban életműdíjat kapott, amellyel pályáját hivatalosan is lezártnak tekinti és a korrepetálásra, ének tanításra összpontosít. 2018 június 17-én ismét művészi pályájáról emlékeztek meg, amikor 92 esztendősen a Kongresszusi Központban átvehette a Dankó Pista életműdíjat.